# Tomás Garibaldi
Tomás Antonio Garibaldi (Buenos Aires, 8 aprile 1914 – ...) è stato un calciatore argentino, di ruolo attaccante.

## Caratteristiche tecniche
Giocava come ala destra e nel suo gioco preferiva trattenere la palla per provare la giocata di fino.

## Carriera
In patria giocò nel Boca Juniors, ove fu impiegato senza continuità, con il quel vinse tre campionati, nel 1930, 1934 e nel 1935. La sua militanza nel Boca fu interrotta da una stagione al Talleres (RdE), ove ottenne il quindicesimo posto nella Primera División 1937.
Nel 1939 lascia definitivamente il Boca per trasferirsi in Italia, sfruttando la favorevole legislazione a proposito degli oriundi.
Ingaggiato dal Genova 1893, esordì con i rossoblu il 19 maggio 1940 nella vittoria esterna per uno a zero contro la Triestina.
Segnò la sua prima e unica rete in rossoblù nella semifinale della Coppa Italia 1939-1940 contro il Bari, disputatasi il 9 giugno 1940, ove segnò la rete del definitivo 2-0.
Venne impiegato anche nella finale del torneo, il 16 giugno seguente, conclusasi con la vittoria della Fiorentina per 1-0.
Inadatto al calcio italiano finì presto ai margini della rosa, giocando in due stagioni solo sei incontri di campionato e cinque in Coppa Italia.
Nel 1941 venne prestato all'Atalanta, ove ritrovò Hugo Lamanna, suo connazionale e compagno di squadra al Talleres. Con i bergamaschi ebbe ancora meno spazio che con i liguri, non giocando alcun incontro ufficiale.
Terminata l'esperienza in Lombardia, tornò ancora una volta al Genoa, senza collezionare altre presenze nella squadra titolare.

## Palmarès
- Campionato argentino: 3

Boca Juniors: 1930, 1934, 1935